# Wołodymyr Zahajkewycz
Wołodymyr Zahajkewycz, ukr. Володимир Загайкевич, pol. Włodzimierz Zahajkiewicz (ur. 19 października 1876 w Tarnopolu, zm. 7 czerwca 1949 w Mittenwald) – ukraiński działacz polityczny doby monarchii austro-węgierskiej, ZURL i II RP, poseł na Sejm RP II i III kadencji, wicemarszałek Sejmu II kadencji (1928–1930), doktor praw.

## Życiorys
Ukończył cesarsko-królewskie gimnazjum w Tarnopolu. Studiował prawo na Wydziale Prawa Uniwersytetu Franciszkańskiego we Lwowie, a także w Wiedniu i w Berlinie. Po uzyskaniu dyplomu pracował jako adwokat, angażując się w życie społeczności ukraińskiej w Galicji Wschodniej. W latach 1911–1918 był posłem do Rady Państwa XII kadencji w Wiedniu, równolegle pełnił funkcję radnego Przemyśla.
Podczas I wojny światowej walczył w armii cesarskiej, po rozpadzie Austro-Węgier na jesieni 1918 znalazł się wśród członków Ukraińskiej Rady Narodowej we Lwowie, opowiadał się za włączeniem Galicji Wschodniej w skład narodowego państwa ukraińskiego, uczestniczył w powołaniu Zachodnioukraińskiej Republiki Ludowej. Po zajęciu Przemyśla przez Wojsko Polskie od połowy listopada 1918 do października 1919 internowany w obozie Kraków-Dąbie.
Po 1925 działał w UNDO, będąc członkiem jej Zarządu Głównego. W 1928 wybrano go na posła z okręgu wyborczego nr 48 Przemyśl. Przez pewien czas przewodniczył Klubowi Ukraińskiemu w Sejmie, później został wybrany wicemarszałkiem Sejmu z poparciem mniejszości narodowych. W 1930 ponownie został posłem z tego samego okręgu (po unieważnieniu wyborów powtórnie wybrany 22 listopada 1931). W Sejmie III kadencji zastępował przewodniczącego Klubu Ukraińskiego (1931–1935).
W czasie okupacji niemieckiej zasiadał w Sądzie Apelacyjnym Krakowa (1939–1944), opuścił Galicję wraz ze zbliżaniem się Armii Czerwonej. Po II wojnie światowej zamieszkał w Bawarii, gdzie zmarł w obozie dla uchodźców.